# Årets virksomhed (Færøerne)
Årets virksomhed i Færøerne (Færøsk: Ársins virki) er en hæder, som uddeles hvert år til en færøsk virksomhed siden 2000 ved den årlige Erhvervsdag (Vinnudagur), som Erhvervshuset (Vinnuhúsið) og Føroya Arbeiðsgevarafelag (Færøernes Arbejdsgiverorganisation) arrangerer.

## Vindere af Årets virksomhed i Færøerne
- 2015 Bakkafrost[1]
- 2014 Skansi Offshore
- 2013 Vest Pack[2]
- 2012 Luna[3]
- 2011 Vónin
- 2010 Tavan
- 2009 Bakkafrost
- 2008 ArtiCon
- 2007 Eik Banki
- 2006 Thor
- 2005 Faroe Marine Products
- 2004 Reyni Service
- 2003 Vaðhorn
- 2002 Vónin
- 2001 Tórshavnar Skipasmiðja
- 2000 Havsbrún[4]

## Årets frembrud
Vinnuhúsið uddeler også en pris til en virksomhed eller person, som har udrettet noget specielt det foregående år eller gennem længere tid. Prisen kaldes på færøsk: Ársins átak 
- 2015 Defined Energy med Heri Schwartz Jacobsen fra Gøta. Har udviklet en varmeveksler, som genbruger spildvandsvarme og derved sparer energi.[6]
- 2014 Pam Offshore og Mest for at få boreplatformen West Hercules til Færøerne til reparationer.
- 2013 Koks[7]
- 2012 Varðin Pelagic i Tvøroyri
- 2011 Jákup Zachariasen, musiker og musikproducer.[8]
- 2010 Vilt med Finn Johannesen og andre[9]
- 2009 Tórshavnar Matfestivalur med Mortan í Hamrabyrgi
- 2008 Decision3
- 2006 Vinnuvitan
- 2005 Fariga Seafood
- 2004 Atlantic Airways (aftalen med Aker Stord)
- 2003 Formula.fo for udviklingen af Total View
- 2002 Teitur Lassen
- 2001 North Atlantic Fish Fair [10]

## Dommere
- Marita Rasmussen, direktør for Føroya Arbeiðsgevarafelag[11]
- Bjørgfríð Ludvig, Vinnumálaráðið
- Janus Petersen, direktør for BankNordik
- Súni Schwartz Jacobsen, direktør for Eik Banki
- Sigurð í Jákupsstovu, rektor på Fróðskaparsetur Føroya
- Kristian Danielsen , direktør for Vest Pack, Ársins Virki 2013

Sekretær i dommerpanlet er Niels Winther, rådgiver i Vinnuhúsið.